# مقياس التداخل الصوتي
مقياس التداخل الصوتي (بالإنجليزي: acoustic interferometer) أداة لقياس الخصائص الفيزيائية للموجات الصوتية في الغازات والسوائل , كقياس السرعة والطول الموجي والامتصاص وكذلك المعاوقة .

## روابط إضافية
- [وصلة مكسورة]
- نسخة محفوظة 1 أغسطس 2013 at Archive.is
- - 20k